# Club 40
Pour les articles homonymes, voir Club.
Le Club 40 est un classement musical, le classement officiel des meilleures diffusions de nouveautés musicales en boîte de nuit. Le classement est établi par l'institut Yacast France en partenariat avec le syndicat national de l’édition phonographique (SNEP).

## Influence du classement
Le classement Club 40 Yacast a remplacé le Hit des Clubs édité par l'institut Media Control. Ce classement a été créé à l'origine pour répondre au besoin des producteurs de labels, maison de disques qui voulaient connaitre la popularité de leurs titres dans les clubs. En effet, la plupart des titres électro envoyés dans les clubs sont pressés en faible nombre d'exemplaires, et permet donc d'évaluer le potentiel « club » du disque. Si le titre est bien plébiscité dans les clubs alors la production dans un grand label est envisagé. Beaucoup de titres en avant-gardiste qui sont devenus des tubes en France, ont d'abord été en tête du club 40 avant d'être repérés par les radios et les majors du disque[réf. nécessaire], il est possible de citer, le titre Satisfaction de Benny Benassi en 2003 ou encore Infinity 2008 de Guru Josh Project et No Stress de Laurent Wolf.
Il existe plusieurs classements alternatifs au classement officiel :
- le classement du site DJ Buzz intitulé Le Hit Des Clubs Dj Buzz établi grâce à la playlist d'une grande communauté de DJs confirmés[réf. nécessaire] inscrits sur le site. Historiquement, il s'agit du plus ancien classement concurrent au club 40. Ce classement est diffusé sur NRJ et sur plusieurs autres sites musicaux tels que Charts.com.
- le Musibox Play mis en ligne sur le site Musiboxlive et pour le magazine Only for DJs, établi grâce à la playlist de DJs confirmés[réf. nécessaire] inscrits sur le site.

## Diffusion du Club 40
Au tout début, le classement était diffusé sur Europe 2 en septembre 2002 tous les samedis soir de 22h à 1h du matin mixé par Christophe Marceaux. L'émission était séparée en deux parties :
- Le top 5 du classement généraliste, c'est-à-dire tous styles confondus (R'n'B et électro)
- Le top 40 du classement Techno House.

L'émission s'impose 1re émission Dance de France devant Party Fun sur Fun Radio et Extravadance sur NRJ[réf. nécessaire] dès son 1er sondage Médiamétrie.
À partir du 31 juillet 2004, Europe 2 arrête de diffuser le classement.
Puis à partir de septembre 2005, c'est Fun Radio qui reprend la diffusion du classement surnommé le Fun Club 40, diffusé à l'époque tous les samedis de 17H à 19H, présenté et mixé par Mico. L'émission était elle aussi séparée en deux parties :
- Le top 5 du classement du Fun Club 40 la semaine d'avant
- Le classement du Club 40 de la semaine

Le classement a été diffusé depuis septembre 2008 sur NRJ : c'était le NRJ Club 40. Il était diffusé au départ le samedi soir, mixé par Morgan Nagoya, et animé par Romuald Boulanger, d'abord de 22h à minuit lors de la saison 2008-2009 puis de 21h à 22h lors de la saison 2009-2010. À la rentrée 2010, il est relégué dans la nuit du vendredi au samedi de 2 à 3 heures du matin. Il n'y a plus d'animateur, ni de DJ.
À partir du samedi 8 janvier 2011, Fun Radio récupère le classement. Diffusée tous les samedis de 18h à 20h, puis tous les vendredis de 22h à minuit, l'émission est mixée et animée par Mico. C'est le retour du Fun Club 40.
L'émission est également diffusée à la télévision depuis début 2010 sur MTV Idol, tous les samedis de minuit à 1H30.
À partir du samedi 9 janvier 2017, Fun Radio cesse de diffuser le classement généraliste, et diffuse à la place le classement Techno House, renommé entretemps le classement Electro.

## Méthodologie du classement
L'institut Yacast établit le classement du Club 40 à partir des enregistrements effectués sur un panel composé de 80 discothèques. Ces relevés sont effectués à partir de « boîtes noires » sécurisées connectées directement à la table de mixage des deejays. Les Clubs sont enregistrés chaque week-end (47 semaines par an), les vendredis et samedis de 23h45 à 04h30 du matin. Les flux audio sont rapatriés, en temps réel, par voie téléphonique à leur centre de production pour être traités et analysés. Les titres diffusés sont identifiés automatiquement par leur système de reconnaissance ou manuellement par leurs opérateurs dans le cadre de mixes.
Même si les critères de sélection sont évidemment difficiles à cerner, les 80 clubs qui composent le panel Yacast sont théoriquement représentatifs de la scène club française ce que réfute totalement DJ Mag qui note les écarts flagrants voir incongrus entre la programmation radio et les titres passés en Club, puis relevés par Yacast.
Depuis 2004, un titre ne peut pas rester plus de 16 semaines dans le Club 40. Après 16 semaines le titre n'est donc plus pris en compte. Cette mesure a pour but d'enrayer les lacunes du clubbing en France avec un pourcentage de nouveautés (titres de moins de 8 semaines) dans la programmation musicale des clubs français très faibles par rapport aux autres pays européens. Cela permet de favoriser ainsi les nouveautés et éviter de se retrouver avec toujours les mêmes titres en tête du classement, comme le démontre très bien l'année 1992.

## Titres les plus diffusés dans les clubs par année selon Yacast

### Année 2004
| №  | Artiste                             | Titre                                       |
| -- | ----------------------------------- | ------------------------------------------- |
| 1  | 113 & Magic System & Mohamed Lamine | Un Gaou à Oran                              |
| 2  | K. Maro                             | Femme Like U (Donne moi ton corps)          |
| 3  | Antoine Clamaran feat. Lulu Hughes  | Feel It                                     |
| 4  | Leslie feat. Amine                  | Sobri (Notre destin) (en)                   |
| 5  | Shana Vanguarde                     | Gimme! Gimme! Gimme! (A Man After Midnight) |
| 6  | Nâdiya feat. Smartzee               | Et c'est parti... (en)                      |
| 7  | Nina Sky feat. Jabba                | Move Ya Body                                |
| 8  | Royal Gigolos                       | California Dreamin'                         |
| 9  | The Black Eyed Peas                 | Let's Get It Started                        |
| 10 | Danzel                              | Pump It Up!                                 |

### Année 2005
| №  | Artiste                             | Titre                                |
| -- | ----------------------------------- | ------------------------------------ |
| 1  | Yves Larock feat Roland Richards    | Zookey (Lift Your Leg Up)            |
| 2  | Magic System feat. Mokobé           | Bouger bouger                        |
| 3  | P!nk feat Redman                    | Get the Party Started (Sweet Dreams) |
| 4  | Bob Sinclar feat. Gary Pine (en)    | Love Generation                      |
| 5  | The Drill                           | The Drill                            |
| 6  | Africanism All Stars                | Syé Bwa                              |
| 7  | Rihanna                             | Pon De Replay                        |
| 8  | 113 & Magic System & Mohamed Lamine | Un Gaou à Oran                       |
| 8  | Jennifer Lopez                      | Get Right                            |
| 10 | Mylo vs Miami Sound Machine         | Doctor Pressure                      |

### Année 2006
| №  | Artiste                                                        | Titre                                 |
| -- | -------------------------------------------------------------- | ------------------------------------- |
| 1  | Pakito                                                         | Living on Video                       |
| 2  | Sean Paul                                                      | Temperature (en)                      |
| 3  | Bob Sinclar feat. Steve Edwards                                | World, Hold On (Children of the Sky)  |
| 4  | Yves Larock feat. Roland Richards                              | Zookey (Lift Your Leg Up)             |
| 5  | P!nk feat. Redman                                              | Get the Party Started (Sweet Dreams)  |
| 6  | Bob Sinclar & Cutee B feat. Dollarman (en) & Big Ali & Makedah | Rock This Party (Everybody Dance Now) |
| 7  | Magic System feat. Akil & Cheb Bilal & Big Ali                 | C chô, ça brûle                       |
| 8  | Magic System feat. Mokobé                                      | Bouger bouger                         |
| 9  | Lumidee vs Fatman Scoop                                        | Dance! (en)                           |
| 10 | Shakira feat. Wyclef Jean                                      | Hips Don't Lie                        |

### Année 2007
| №  | Artiste                                                        | Titre                                 |
| -- | -------------------------------------------------------------- | ------------------------------------- |
| 1  | Bob Sinclar & Cutee B feat. Dollarman (en) & Big Ali & Makedah | Rock This Party (Everybody Dance Now) |
| 2  | Enur feat. Natasja                                             | Calabria 2007 (en)                    |
| 3  | Bob Sinclar & Cutee B feat. Gary Pine (en) & Dollarman (en)    | Sound of Freedom                      |
| 4  | David Guetta & Chris Willis                                    | Love is Gone                          |
| 5  | Alex Gaudino feat. Crystal Waters                              | Destination Calabria                  |
| 6  | Neïman                                                         | Lovely                                |
| 7  | DJ LBR feat. MC Shurakano                                      | U got it                              |
| 8  | Fedde Le Grand                                                 | Put Your Hands Up For Detroit         |
| 9  | P!nk feat. Redman                                              | Get the Party Started (Sweet Dreams)  |
| 10 | Sean Paul                                                      | Temperature (en)                      |

### Année 2008
| №  | Artiste                        | Titre                         |
| -- | ------------------------------ | ----------------------------- |
| 1  | Laurent Wolf feat. Eric Carter | No Stress                     |
| 2  | Pitbull feat. Lil Jon          | The Anthem (en)               |
| 3  | Magic System                   | Zouglou Dance (Joie de vivre) |
| 4  | Kat DeLuna feat. Elephant Man  | Whine Up                      |
| 5  | Magic System                   | Ki dit mié                    |
| 6  | Rihanna                        | Don't Stop The Music          |
| 7  | Laurent Wolf feat. Eric Carter | Wash My World                 |
| 8  | Dj Assad vs Maradja (en)       | Everybody Clap (en)           |
| 9  | Jessy Matador aka La Selesao   | Décalé Gwada (en)             |
| 10 | Jakarta                        | One Desire                    |

### Année 2009
| №  | Artiste                      | Titre                           |
| -- | ---------------------------- | ------------------------------- |
| 1  | Jessy Matador aka La Selesao | Mini Kawoulé (en)               |
| 2  | Magic System & Khaled        | Même pas fatigué                |
| 3  | Jessy Matador aka La Selesao | Décalé Gwada (en)               |
| 4  | Keen'V                       | À l'Horizontale                 |
| 5  | Magic System                 | Zouglou Dance (Joie de vivre)   |
| 6  | Pitbull                      | I Know You Want Me (Calle Ocho) |
| 7  | Flo Rida feat. Ke$ha         | Right Round                     |
| 8  | Collectif Métissé            | Laisse toi aller Bébé           |
| 9  | Big Ali feat. Dollarman (en) | Hit the floor                   |
| 10 | Helmut Fritz                 | Ça m'énerve                     |

### Année 2010
| №  | Artiste                       | Titre             |
| -- | ----------------------------- | ----------------- |
| 1  | Lucenzo feat. Big Ali         | Vem Dançar Kuduro |
| 2  | David Guetta feat. Akon       | Sexy Bitch        |
| 3  | Les Jumo Selesao (en)         | Zoomer            |
| 4  | The Black Eyed Peas           | I Gotta Feeling   |
| 5  | David Guetta feat. Kid Cudi   | Memories          |
| 6  | Mister Kingsize feat. Dr Yugo | Le papapa style   |
| 7  | Stromae                       | Alors on danse    |
| 8  | Edward Maya & Vika Jigulina   | Stereo Love       |
| 9  | Costuleta                     | Tchiriri          |
| 10 | Jessy Matador aka La Selesao  | Mini Kawoulé (en) |

### Année 2011
| №  | Artiste                               | Titre                        |
| -- | ------------------------------------- | ---------------------------- |
| 1  | Don Omar & Lucenzo                    | Danza Kuduro                 |
| 2  | Keen'V feat. SAP                      | J'aimerais trop              |
| 3  | Magic System & Soprano                | Chérie coco                  |
| 4  | LMFAO feat. Lauren Bennett & GoonRock | Party Rock Anthem            |
| 5  | Shakira feat. Dizzee Rascal / El Cata | Loca                         |
| 6  | Magic System                          | Ambiance à l'africaine       |
| 7  | Moussier Tombola                      | Logobitombo (Corde à sauter) |
| 8  | DJ Antoine vs Timati feat. Kalenna    | Welcome to St. Tropez        |
| 9  | Jennifer Lopez feat. Pitbull          | On the Floor                 |
| 10 | The Black Eyed Peas                   | The Time (Dirty Bit)         |

### Année 2012
| №  | Artiste                                         | Titre                  |
| -- | ----------------------------------------------- | ---------------------- |
| 1  | Michel Teló                                     | Ai, Se eu te Pego      |
| 2  | Tacabro                                         | Tacata'                |
| 3  | Don Omar & Lucenzo                              | Danza Kuduro           |
| 4  | Jose de Rico & Henry Méndez (en)                | Rayos de sol           |
| 5  | Kid Cudi feat. MGMT & Ratatat                   | Pursuit of Happiness   |
| 6  | DJ Antoine feat. The Beat Shakers               | Ma chérie 2k12         |
| 7  | Gusttavo Lima                                   | Balada                 |
| 8  | Matt Houston feat. P-Square                     | Positif                |
| 9  | LMFAO                                           | Sexy and I Know It     |
| 10 | DJ Mam's feat. Jessy Matador & Luis Guisao (en) | Zumba He Zumba Ha 2012 |

### Année 2013
| №  | Artiste                                                      | Titre                       |
| -- | ------------------------------------------------------------ | --------------------------- |
| 1  | Bingo Players feat. Far East Movement                        | Get Up (Rattle)             |
| 2  | Major Lazer feat. Busy Signal & The Flexican (en) & FS Green | Watch Out For This (Bumaye) |
| 3  | Kid Cudi feat. MGMT & Ratatat                                | Pursuit of Happiness        |
| 4  | Big Ali feat. Wati B                                         | WatiBigali                  |
| 5  | Keen'V                                                       | Elle t'a maté (Fatoumata)   |
| 6  | Macklemore & Ryan Lewis feat. Wanz                           | Thrift Shop                 |
| 7  | Lumidee vs Fatman Scoop                                      | Dance! 2013 (en)            |
| 8  | Khaled                                                       | C'est la vie                |
| 9  | Lylloo & Matt Houston                                        | Tu y yo                     |
| 10 | Will.i.am & Britney Spears                                   | Scream and Shout            |

### Année 2014
| №  | Artiste                                                      | Titre                       |
| -- | ------------------------------------------------------------ | --------------------------- |
| 1  | Major Lazer feat. Busy Signal & The Flexican (en) & FS Green | Watch Out For This (Bumaye) |
| 2  | DJ Assad feat. Alain Ramanisum & Willy William               | Li tourner 2013             |
| 3  | Lee Mashup feat. Stone Warley & Co                           | Hum Connection (en)         |
| 4  | Magic System feat. Chawki                                    | Magic in the Air            |
| 5  | Logobi GT (en)                                               | Sucré Salé 2014             |
| 6  | Major Lazer feat. Sean Paul                                  | Come On to Me (en)          |
| 7  | Keen'V                                                       | Dis-moi oui (Marina)        |
| 8  | Rebel (en) feat. Sidney Housen                               | Black Pearl (He's a Pirate) |
| 9  | DJ Assad feat. Denis Azor & Mario Ramsamy & Willy William    | Alalila (Le Séga)           |
| 10 | Jason Derulo feat. 2 Chainz                                  | Talk Dirty                  |

### Année 2015
| №  | Artiste                                                      | Titre                       |
| -- | ------------------------------------------------------------ | --------------------------- |
| 1  | Major Lazer & DJ Snake feat. MØ                              | Lean On                     |
| 2  | Makassy (en)                                                 | Doucement 2015 (en)         |
| 3  | OMI                                                          | Cheerleader                 |
| 4  | Major Lazer feat. Busy Signal & The Flexican (en) & FS Green | Watch Out For This (Bumaye) |
| 5  | DJ Assad feat. Alain Ramanisum & Willy William               | Li tourner 2013             |
| 6  | Mark Ronson feat. Bruno Mars                                 | Uptown Funk                 |
| 7  | Kendji Girac                                                 | Andalouse                   |
| 8  | Lee Mashup feat. Stone Warley & Co                           | Hum Connection (en)         |
| 9  | Kendji Girac                                                 | Conmigo                     |
| 10 | Willy William                                                | Te quiero                   |

### Année 2016
| №  | Artiste                                     | Titre                           |
| -- | ------------------------------------------- | ------------------------------- |
| 1  | Willy William                               | Ego                             |
| 2  | Maître Gims feat. Niska                     | Sapés comme jamais              |
| 3  | MHD                                         | Afro Trap Part 5 (Ngatie Abedi) |
| 4  | Deorro feat. Elvis Crespo                   | Bailar (en)                     |
| 5  | Franko                                      | Coller la petite                |
| 6  | Ridsa                                       | Là c'est die (en)               |
| 7  | Kendji Girac & Soprano                      | No Me Mires Más                 |
| 8  | Gradur                                      | Rosa                            |
| 9  | Major Lazer feat. Nyla (en) & Fuse ODG (en) | Light It Up (en)                |
| 10 | Willy William feat. Keen'V                  | On s'endort                     |

### Année 2017
| №  | Artiste                       | Titre                           |
| -- | ----------------------------- | ------------------------------- |
| 1  | Luis Fonsi feat. Daddy Yankee | Despacito                       |
| 2  | KeBlack                       | Bazardée (en)                   |
| 3  | Lartiste feat. Awa Imani      | Chocolat                        |
| 4  | Ed Sheeran                    | Shape of You                    |
| 5  | Kaaris                        | Tchoin                          |
| 6  | J Balvin & Willy William      | Mi Gente                        |
| 7  | MHD                           | Afro Trap Part 7 (La Puissance) |
| 8  | Maître Gims feat. Niska       | Sapés comme jamais              |
| 9  | Deorro feat. Elvis Crespo     | Bailar (en)                     |
| 10 | Section Pull Up & DJ Mike One | Comme dab                       |

### Année 2018
| №  | Artiste                                                  | Titre           |
| -- | -------------------------------------------------------- | --------------- |
| 1  | Lartiste feat. Caroliina                                 | Mafiosa         |
| 2  | J Balvin & Willy William                                 | Mi Gente        |
| 3  | MC Fioti & Future & J Balvin & Stefflon Don & Juan Magán | Bum Bum Tam Tam |
| 4  | Jahyanai King feat. Bamby                                | Who Mad Again   |
| 5  | L'Algérino                                               | Va Bene         |
| 6  | Marwa Loud                                               | Fallait pas     |
| 7  | Lartiste                                                 | Catchu Catchu   |
| 8  | Aya Nakamura                                             | Djadja          |
| 9  | DJ Sem feat. Marwa Loud                                  | Mi corazón      |
| 10 | Lartiste feat. Awa Imani                                 | Chocolat        |

### Année 2019
Depuis 2019, les bilans clubs annuels sont divisés en deux catégories : Nouveautés et Golds/Classiques.
| №  | Nouveautés                                    | Nouveautés        | Golds/Classiques                               | Golds/Classiques             |
| №  | Artiste                                       | Titre             | Artiste                                        | Titre                        |
| -- | --------------------------------------------- | ----------------- | ---------------------------------------------- | ---------------------------- |
| 1  | Daddy Yankee feat. Snow                       | Con Calma         | Vegedream                                      | Ramenez la coupe à la maison |
| 2  | Aya Nakamura                                  | Pookie            | Aya Nakamura                                   | Djadja                       |
| 3  | DJ Snake feat. Selena Gomez & Cardi B & Ozuna | Taki Taki         | Lartiste feat. Caroliina                       | Mafiosa                      |
| 4  | Heuss l'Enfoiré feat. Sofiane                 | Khapta            | L'Algérino                                     | Va Bene                      |
| 5  | Eva feat. Lartiste                            | On Fleek (en)     | DJ Assad feat. Alain Ramanisum & Willy William | Li tourner 2013              |
| 6  | Aya Nakamura                                  | Copines           | J Balvin & Willy William                       | Mi Gente                     |
| 7  | Lucenzo & Don Omar & Big Ali                  | Danza Kuduro 2019 | Trois Cafés Gourmands                          | À nos souvenirs              |
| 8  | DJ Snake & J. Balvin & Tyga                   | Loco Contigo      | Aya Nakamura                                   | Comportement                 |
| 9  | Aya Nakamura                                  | La Dot            | Jahyanai King feat. Bamby                      | Who Mad Again                |
| 10 | Maes feat. Booba                              | Madrina           | Marwa Loud                                     | Fallait pas                  |